# Benjamin Auer
Benjamin Auer (Landau in der Pfalz, 11 gennaio 1981) è un ex calciatore tedesco, di ruolo attaccante.

## Caratteristiche tecniche
Nel 2001 è stato inserito nella lista dei migliori calciatori stilata da Don Balón.
terminale offensivo dotato di un fisico possente e ottime doti di protezione della palla, bravo nel creare sponde e spazi per i compagni e in possesso di un buon senso del gol grazie a un tiro potente e preciso e un buon colpo di testa, nonostante la stazza abbastanza imponente era piuttosto veloce e insidioso in campo aperto

## Carriera

### Club

#### Karlsruher SC
Cresciuto nelle giovanili di HSV Landau, FSV Offenbach/Pfalz e Kaiserslautern, nell'estate 1999 Auer viene ingaggiato dal club di Zweite Liga del Karlsruhe. Debutta il 17 settembre 1999, durante la quinta giornata, contro il Kickers Offenbach, rilevando al 60º minuto Christian Fährmann. Dopo 10 spezzoni di gara, disputati sempre da subentrante, mette a segno la sua prima rete professionistica il 14 maggio 2000, nella trasferta di Colonia, durante la sua prima gara da titolare; la sua rete risulterà decisiva per la vittoria. Lascia il club a fine stagione dopo 14 presenze ed 1 gol.

#### Borussia Mönchengladbach
Passa nel 2000 nel club bianco-nero-verde, disputando un altro campionato di Zweite Liga; contribuendo con 2 reti in 17 partite da subentrante alla promozione del club in Bundesliga, viene convocato in nazionale Under-20 per i Mondiali 2001 in Argentina. Nella competizione si rivelerà uno dei migliori realizzatori, ma riporterà anche un grave infortunio al legamento crociato durante i quarti di finale, che lo terrà fuori dai campi diversi mesi. Rientrerà in squadra solo nel gennaio 2002.
Il debutto in Bundesliga avviene il 26 gennaio 2002, nella gara casalinga contro il Kaiserslautern; le sue apparizioni in seguito saranno sporadiche ed alla fine del campionato avrà collezionato solo 8 presenze, peraltro concentrate nelle ultime partite del torneo; alla terzultima di campionato, contro lo Stoccarda, realizza il suo unico gol in stagione, primo personale in Bundesliga.

#### Mainz 05
A causa di alcune differenze di vedute con il tecnico del Borussia, Auer decide di cambiare club e nell'estate 2002 si trasferisce nel Magonza, in Zweite Liga. L'attaccante fatica a rendersi decisivo; il primo gol in maglia Nullfünfer arriva solo alla decima presenza, contro il LR Ahlen. Dopo questa rete, troverà con discreta regolarità altre realizzazioni, ma l'exploit arriva all'ultima di campionato; contro l'Eintracht Braunschweig segna una quaterna, portando il bottino personale a 10 reti in 26 partite. Il Magonza, per una sola rete in meno rispetto all'Eintracht Francoforte nella differenza reti, non raggiunge la massima serie alla fine della stagione 2002-03. Riuscirà a centrare la Bundesliga l'anno dopo.
Dal secondo anno Auer diviene titolare fisso; con una media realizzativa di 5 reti nel 2003-2004, 6 nel 2004-2005 e 9 nel 2005-2006, colleziona mediamente 30 presenze a stagione.

#### Bochum / Kaiserslautern
Nell'estate 2006, Auer passa a titolo gratuito al Bochum, neopromosso in Bundesliga. A causa di una malattia virale ed alcuni infortuni, riesce a scendere in campo solo 2 volte, nel girone d'andata; nel gennaio 2007, per recuperare il ritmo partita, viene ceduto in prestito al Kaiserslautern, nella serie inferiore. Anche nel club biancorosso le cose non vanno meglio; durante la preparazione prima del girone di ritorno, subisce un infortunio al ginocchio, che lo costringe ad alcune settimane di riposo forzato. Rientra alla fine del mese di gennaio, gioca 7 partite consecutive, poi subisce delle ricadute, riconducibili con buone probabilità alla malattia dell'estate precedente. Ritorna quindi al Bochum, ma ricomincia a giocare con regolarità solamente a partire dal girone di ritorno della Bundesliga 2007-2008.

#### Alemannia Aachen
Alla vigilia della stagione 2008-2009, Auer scende nuovamente in Zweite Liga, accettando la proposta dell'Alemannia Aachen. Riesce a giocare nuovamente una stagione completa e con 16 gol realizzati si laurea capocannoniere, ex aequo con Cedric Makladi e Marek Mintál. Il 6 febbraio 2010, dopo la rinuncia al ruolo da parte di Cristian Fiél, Auer diviene il capitano dell'Alemannia.

### Nazionale
Mai convocato nella nazionale maggiore, Auer è stato tra i protagonisti del Campionato mondiale di calcio Under-20 2001, giocato in Argentina, piazzandosi, con 5 reti, al quarto posto assoluto nella classifica marcatori del torneo, alle spalle di Javier Saviola, Adriano e Djibril Cissé. Nella selezione Under-21 tedesca ha realizzato 15 reti in 23 gare ed è al terzo posto assoluto tra i marcatori di categoria, alle spalle di Pierre Littbarski (18) ed Heiko Herrlich (17).